# ハゲタカ4.5 スパイラル
『ハゲタカ4.5 スパイラル』は、真山仁の経済小説。『ハゲタカ』シリーズの第3作『レッドゾーン』および第4作『ハゲタカIV グリード』に登場する東大阪の中小メーカー「マジテック」関連の記述をサイドストーリーとして大幅に加筆修正した、『ハゲタカ』シリーズ初のスピンオフ作品である。
2015年7月2日に『ハゲタカ外伝 スパイラル』（ハゲタカがいでん スパイラル）のタイトルでダイヤモンド社から単行本が刊行され、2018年9月14日に『ハゲタカ4.5 スパイラル』と改題して講談社文庫版が発売された。
2019年4月期に『スパイラル〜町工場の奇跡〜』のタイトルでテレビ東京系「ドラマBiz」でテレビドラマ化された。

## あらすじ
曙電機・最高事業再構築者責任者（CRO）の芝野健夫の元に、藤村登喜男が亡くなったとの報せが届いた。藤村は三葉銀行船場支店時代に懇意にしていた中小企業の社長で、藤村との出会いがターンアラウンドマネージャーになるきっかけとなった恩人であった。通夜に参列した芝野は藤村の妻・浅子から相談を受けるが、藤村亡きあとでは会社存続は難しいと思えた。しかし、芝野はほぼ再生がみえた曙電機を辞して、マジテックの専務取締役に就く。さっそく芝野は望と営業に回るが、藤村の後継となる頭脳の必要性を痛感する。また、正木奈津美は希実の「MG（マジテック・ガード）」の製作者・藤村が亡くなったことを知って、これからどうなるのか不安を募らせていた。
一方、マジテックを再建しようとする芝野と再会した村尾浩一は、芝野に復讐するためにマジテックの債権を買い漁りホラインズ・キャピタルに売りつけようとするが、社長のナオミ・トミナガからは、マジテックだけでなく英興技巧も買収するよう指示される。
新しい取引先の開拓に苦心していたマジテックに、アメリカ系大手化粧品メーカーの日本スプラ社から藤村が遺した特許を使った新商品のパッケージ発注の話が来る。そのための経費や今までの負債もスプラのグループ会社アメリカン・ドリーム（AD）キャピタルが一括取りまとめてくれるという。好条件の提案に警戒する芝野だったが、そこにかつて藤村とロボット開発をしていた久万田五郎がアメリカから帰って来る。久万田は芝野が探していた藤村の後継の頭脳になると期待できる人物だった。そして、芝野は警戒しながらもスプラの事業に参加することを決める。しかし、リーマンショックの影響がアメリカのAD本社に及んでいた。マジテックの主要取引先・英興技巧がホライズンに買収され、その英興技巧からマジテック・ガードの特許権侵害の警告状が届く。
ホライズンの真の目的を探る芝野は、それが、マジテック・ガードの軍事利用だと知る。希実がマジテック・ガードを使えなくなってしまうかもしれない事態を回避するために、芝野はあらゆる手段を探る。結局、芝野たちはマジテックという会社は失ってしまうが、中森准教授と久万田は英興技巧の特許を使わずに、希実のためにマジテック・ガードを改良した「HOPE」を製作する。

## 登場人物
芝野健夫（しばの たけお）
元銀行員の企業再生家（ターンアラウンドマネージャー）。
藤村登喜男（ふじむら ときお）
なにわのエジソンを自称する「なにわのエジソン社」および「マジテック」創業者。2007年9月急逝する。
藤村浅子（ふじむら あさこ）
登喜男の妻。マジテック社長。
藤村望（ふじむら のぞむ）
登喜男と浅子の次男。マジテック営業部。
藤村朝人（ふじむら あさと）
28歳。登喜男と浅子の長男。大学卒業後、家電メーカー研究所勤務。
田丸学（たまる まなぶ）
「マジテック」社員で金型職人見習い。望の友人。手先が器用。
桶本修（おけもと おさむ）
「マジテック」製造本部長。腕のいい金型職人。
久万田五郎（くまだ ごろう）
33歳。大阪大学ロボット工学で学んでいた時に藤村と知り合う。
7年前にアメリカカーネギーメロン大学からMITメディアロボ研究員。
村尾浩一（むらお こういち）
浪花（なみはな）信用組合俊徳道支店長代理。
三葉銀行船場支店時代に芝野の部下だったが、尼崎支店時代に自身が犯した背任行為で三葉銀行を辞めさせられている。その時に厳しく対応した芝野を逆恨みしている。やがて芝野がマジテックの再生に動いたことを知り、復讐を果たそうと暗躍を開始する。
小笠原純（おがさわら じゅん）
浪花信用組合俊徳道支店。村尾の部下。
明るく能天気な性格で浅子に気に入られている。
彦野（ひこの）
浪花信用組合理事長。三葉銀行OB。
正木希実（まさき きみ）
2007年10月現在5歳。先天性多発性関節拘縮症で、藤村登喜男が製作したMG（マジテック・ガード）を装着している。
身体の成長に合わせてMGを作り直す必要があり、支援金を受けるため生命保険会社のイメージCMに出演する。
正木奈津美（まさき なつみ）
希実の母。
安堂香寿子（あんどう かずこ）
希実の主治医。
中森（なかもり）
大阪大学人間工学科准教授。藤村とMGを共同開発した。
曾根（そね）
東大阪工業振興協会事務局長。芝野に協会の理事になるよう要請する。
伏見忠則（ふしみ ただのり）
鍛工メーカー・針間鍛工社長。
桑島（くわしま）
英興技巧（えいこうぎこう）専務。
堀嘉彦（ほり よしひこ）
曙電機会長。
田端（たばた）
ADキャピタル債権回収担当首席調査員。
隅田穣治（すみた じょうじ）
外資系ファンド「ホライズン・キャピタルジャパン」マネージング・ディレクター。広島出身。
ナオミ・トミナガ
「ホライズン・キャピタルジャパン」社長。
鷲津政彦（わしづ まさひこ）
「サムライ・キャピタル」社長。

## 書誌情報
- 単行本：『ハゲタカ外伝 スパイラル』、ダイヤモンド社、2015年7月2日、ISBN 978-4-47-802937-4
- 文庫本：『ハゲタカ4.5 スパイラル』、講談社、2018年9月14日、ISBN 978-4-06-512971-5

## テレビドラマ
『スパイラル〜町工場の奇跡〜』（スパイラル まちこうばのきせき）のタイトルで2019年4月15日から6月3日まで毎週月曜22時 - 22時54分にテレビ東京系「ドラマBiz」で放送された。主演は玉木宏。原作の鷲津政彦の登場はない。

### キャスト

#### マジテック
芝野健夫
演 - 玉木宏
企業再生家。曙電気CRO → マジテック専務。
藤村浅子
演 - 貫地谷しほり
藤村登喜男の娘。マジテック経理 → 社長。
藤村望
演 - 戸塚純貴
藤村登喜男の息子で浅子の弟。マジテック営業主任。
父と同じ大学を受験するが失敗し音楽に逃げていた。
久万田五郎
演 - 福士誠治
アメリカから帰国し、マジテック開発本部長。
田丸学
演 - 前原滉
マジテック製造部。
桶本修
演 - 國村隼
マジテック工場主任。
藤村登喜男
演 - 平泉成
マジテック社長。

#### 下町信用金庫
村尾浩一
演 - 眞島秀和
下町信用金庫支店長代理。
小笠原純
演 - 島丈明
下町信用金庫。
彦野純一
演 - 大谷亮介
下町信用金庫理事長。

#### ホライズンキャピタル
ナオミ・トミナガ
演 - 真矢ミキ
ホライズンキャピタルジャパン社長。
隅田穣治
演 - 渡辺邦斗
ホライズンキャピタルジャパン。
モーガン・テイラー
演 - グレッグ・デール
ホライズンキャピタルジャパンが買収した英興技巧の新社長。
入江健司
演 - 小松利昌
入江国際法律事務所。ホライズンキャピタルの顧問弁護士。

#### 英興技巧
桑島孝幸
演 - 遠山俊也
英興技巧専務。英興技巧がホライズンキャピタルジャパンに買収されたのち解職される。
原口慎太郎
演 - 長谷川純
英興技巧 二代目社長。

#### 曙電気
堀保徳
演 - 小野武彦
曙電気会長。
安達
演 - 猪野学
芝野の元部下。

#### その他
正木奈津美
演 - 野波麻帆
正木希実
演 - 宝辺花帆美
岩崎あけみ
演 - 水沢エレナ
中野大介
演 - 春海四方
えびすや本舗総務課長。
田端英二
演 - 星田英利
ADキャピタル。
五島啓介
演 - 飯田基祐
スプラジャパン製造本部長。
曾根正明
演 - 木場勝己
東大田産業振興組合理事長。
大瀬良真斗
演 - 永岡佑
三葉銀行国際戦略部。ホライズンキャピタルの情報を芝野に知らせてくれる。

### スタッフ
- 原作 - 真山仁 『ハゲタカ4.5 スパイラル』（講談社文庫刊）
- 脚本 - 羽原大介
- 監督 - 井坂聡、松田礼人、棚澤孝義
- 音楽 - 遠藤浩二
- 主題歌 - SING LIKE TALKING 「Spiral」（Univesal Connect）[9]
- 工場監修 - 岩井金属金型製作所
- 経済監修 - 田中博
- ロボット監修 - 森山和道
- 医療監修 - 高山真一郎
- 技術協力 - フォーチュン
- 照明協力 - Kカンパニー
- 美術協力 - BEENS
- CG - マリンポスト
- ポスプロ - 三友（MITOMO STUDIO）
- チーフプロデューサー - 浅野太（テレビ東京）
- プロデューサー - 田辺勇人（テレビ東京）、大高さえ子（スパークル）
- 制作協力 - スパークル
- 制作著作 - テレビ東京

### 放送日程
| 各話   | 放送日  | ラテ欄                                           | 監督     | 視聴率 |
| ------ | ------- | ------------------------------------------------ | -------- | ------ |
| 第1話  | 4月15日 | 奇跡の“再生物語”町工場VS女ハゲタカ               | 井坂聡   | 3.5%   |
| 第2話  | 4月22日 | 絶望…町工場を襲う11年越し復讐計画!               | 井坂聡   |        |
| 第3話  | 4月29日 | 難病の少女を救え…町工場の底ヂカラ!               | 松田礼人 |        |
| 第4話  | 5月06日 | 町工場の逆襲! 神のDNAを継ぐ男現る                | 棚澤孝義 |        |
| 第5話  | 5月13日 | ロボット計画始動! “裏切り”の土下座! 破滅への告白 | 井坂聡   |        |
| 第6話  | 5月20日 | 激突! 女帝ハゲタカに秘める悪魔の企み             | 棚澤孝義 |        |
| 第7話  | 5月27日 | 町工場消滅!? 72時間“奇跡”の大逆転劇              | 松田礼人 |        |
| 最終話 | 6月03日 | ラスト1340分の奇跡 再生か!? 消滅か…!?            | 井坂聡   |        |

- 最終話は、20時 - 22時54分に『全仏オープンテニス2019』（錦織圭×ペール）中継のため1時間繰り下げ、23時 - 23時54分に放送された[12]。

| テレビ東京系 ドラマBiz                                                        | テレビ東京系 ドラマBiz                                 | テレビ東京系 ドラマBiz                                             |
| 前番組                                                                        | 番組名                                                 | 次番組                                                             |
| ----------------------------------------------------------------------------- | ------------------------------------------------------ | ------------------------------------------------------------------ |
| よつば銀行 原島浩美がモノ申す! 〜この女に賭けろ〜 （2019年1月21日 - 3月11日） | スパイラル 〜町工場の奇跡〜 （2019年4月15日 - 6月3日） | リーガル・ハート 〜いのちの再建弁護士〜 （2019年7月22日 - 9月2日） |